# الکساندر الکسیف (بوکسور)
الکساندر الکسیف (روسی: Александр Вячеславович Алексеев؛ زادهٔ ۳۰ آوریل ۱۹۸۱) بوکسور اهل روسیه است.